# 분할 거듭제곱 환
가환대수학에서 분할 거듭제곱 환(分割-環, 영어: divided power ring, 프랑스어: anneau à puissances divisées)은 표수의 배수인 {\displaystyle n}의 경우에도, 적어도 어떤 아이디얼의 원소 {\displaystyle x}의 경우에는 “{\displaystyle x^{n}/n!}”과 유사한 연산이 가능하게 하는 구조가 주어진 가환환이다. 표수 0의 체 위의 가환 결합 대수의 경우에는 분할 거듭제곱 구조는 유일하지만, 양의 표수에서는 일반적으로 그렇지 않다.

## 정의
분할 거듭제곱 환 {\displaystyle (R,{\mathfrak {I}},\gamma )}은 다음과 같은 데이터로 주어진다.
- 가환환 {\displaystyle R}
- {\displaystyle R}의 아이디얼 {\displaystyle {\mathfrak {I}}\subseteq R}
- 각 자연수 {\displaystyle n\in \mathbb {N} }에 대하여, 함수 {\displaystyle \gamma _{n}\colon {\mathfrak {I}}\to R}. 이를 {\displaystyle (R,{\mathfrak {I}})} 위의 분할 거듭제곱 구조(分割-構造, 영어: divided power structure, 프랑스어: structure à puissances divisées)라고 한다.

이 데이터는 다음 조건들을 만족시켜야 한다.
{\displaystyle \gamma _{0}(x)=1\qquad \forall x\in {\mathfrak {I}}}
{\displaystyle \gamma _{1}(x)=x\qquad \forall x\in {\mathfrak {I}}}
{\displaystyle \gamma _{n}(x)\in {\mathfrak {I}}\qquad \forall n\in \mathbb {Z} ^{+},\;x\in {\mathfrak {I}}}
{\displaystyle \gamma _{n}(x+y)=\sum _{i=0}^{n}\gamma _{n-i}(x)\gamma _{n}(y)\qquad \forall n\in \mathbb {N} ,\;x,y\in {\mathfrak {I}}}
{\displaystyle \gamma _{n}(rx)=r^{n}\gamma _{n}(x)\qquad \forall n\in \mathbb {N} ,\;r\in R,\;x\in {\mathfrak {I}}}
{\displaystyle \gamma _{m}(x)\gamma _{n}(x)={\binom {m+n}{m}}\gamma _{m+n}(x)\qquad \forall m,n\in \mathbb {N} ,\;x\in {\mathfrak {I}}}
{\displaystyle \gamma _{n}(\gamma _{m}(x))={\frac {(mn)!}{(m!)^{n}n!}}\gamma _{mn}(x)\qquad \forall m\in \mathbb {Z} ^{+},\;n\in \mathbb {N} ,\;x\in {\mathfrak {I}}}
간혹 {\displaystyle \gamma _{n}(x)} 대신 {\displaystyle x^{[n]}}와 같은 표기도 사용된다.

### 분할 거듭제곱 환 준동형
두 분할 거듭제곱 환 {\displaystyle (R,{\mathfrak {I}},\gamma )}, {\displaystyle (S,{\mathfrak {J}},\delta )} 사이의 준동형 {\displaystyle f\colon R\to S}은 다음 두 조건을 만족시키는 환 준동형이다.
{\displaystyle f({\mathfrak {I}})S\subseteq {\mathfrak {J}}}
{\displaystyle f(\gamma _{n}(x))=\delta _{n}(f(x))\qquad \forall n\in \mathbb {N} ,\;x\in {\mathfrak {I}}}
이에 따라, 분할 거듭제곱 환과 그 준동형들로 구성된 구체적 범주가 존재한다.

### 분할 거듭제곱 스킴
분할 거듭제곱 환의 개념을 스킴으로 일반화시킬 수 있다.
분할 거듭제곱 스킴(分割-scheme, 영어: divided power scheme)은 다음 데이터로 주어진다.
- 스킴 {\displaystyle (X,{\mathcal {O}}_{X})}
- {\displaystyle {\mathcal {O}}_{X}} 위의 아이디얼 층 {\displaystyle {\mathcal {I}}}
- {\displaystyle X}의 각 (자리스키) 열린집합 {\displaystyle U\subseteq X}에 대하여, 분할 거듭제곱 구조 {\displaystyle \gamma _{n}\colon {\mathcal {I}}(U)\to {\mathcal {O}}_{X}(U)}

이 데이터는 다음 조건을 만족시켜야 한다.
- 임의의 두 (자리스키) 열린집합 {\displaystyle V\subseteq U\subseteq X} 및 {\displaystyle n>0}에 대하여, 다음 그림이 가환한다. (즉, 준층의 사상을 이룬다.)
{\displaystyle {\begin{matrix}{\mathcal {I}}(U)&{\overset {\gamma _{n}}{\to }}&{\mathcal {I}}(U)\\\!\!\!\!\!\!\!\!\!\!\!\!{\scriptstyle \operatorname {res} _{U,V}^{\mathcal {I}}}\downarrow \scriptstyle \color {White}{\operatorname {res} _{U,V}^{\mathcal {I}}}\!\!\!\!\!\!\!\!\!\!\!\!&&\!\!\!\!\!\!\!\!\!\!\!\!{\scriptstyle \color {White}\operatorname {res} _{U,V}^{\mathcal {I}}}\downarrow \scriptstyle \operatorname {res} _{U,V}^{\mathcal {I}}\!\!\!\!\!\!\!\!\!\!\!\!\\{\mathcal {I}}(V)&{\underset {\gamma _{n}}{\to }}&{\mathcal {I}}(V)\end{matrix}}}

분할 거듭제곱 스킴 사이의 사상 역시 분할 거듭제곱 환 사이의 준동형과 유사하게 정의된다.

## 성질
임의의 분할 거듭제곱 환 {\displaystyle (R,{\mathfrak {I}},\gamma )}에서, 다음이 성립한다.
{\displaystyle r^{n}=n!\gamma _{n}(r)\qquad (\forall n\in \mathbb {N} ,\;r\in {\mathfrak {I}})}
물론, 만약 {\displaystyle R}에서 {\displaystyle n!=0}이라면, 좌변과 우변 둘 다 0이다.

### 분할 거듭제곱 포락
다음이 주어졌다고 하자.
- 분할 거듭제곱 환 {\displaystyle (A,{\mathfrak {I}},\gamma )}
- 가환환 {\displaystyle B}
- 환 준동형 {\displaystyle f\colon A\to B}
- {\displaystyle B}의 아이디얼 {\displaystyle {\mathfrak {J}}\subseteq B}. 또한, {\displaystyle f({\mathfrak {I}})B\subseteq {\mathfrak {J}}}라고 하자.

그렇다면, 다음 보편 성질을 만족시키는 분할 거듭제곱 환 {\displaystyle ({\bar {B}},{\bar {\mathfrak {J}}},\delta )}가 항상 존재함을 보일 수 있다.
임의의 분할 거듭제곱 환 {\displaystyle (C,{\mathfrak {K}},\varepsilon )}에 대하여,
{\displaystyle \hom _{\operatorname {PDRing} /(A,{\mathfrak {I}},\gamma )}\left(({\bar {B}},{\bar {\mathfrak {J}}},\delta ),(C,{\mathfrak {K}},\varepsilon )\right)=\hom _{\operatorname {CRingIdeal} /(A,{\mathfrak {I}})}\left((B,{\mathfrak {J}}),(C,{\mathfrak {K}})\right)}
여기서
- {\displaystyle \operatorname {PDRing} }은 분할 거듭제곱 환의 범주이다.
- {\displaystyle \operatorname {CRingIdeal} }은 가환환의 아이디얼들의 범주이다. 즉,
  - {\displaystyle \operatorname {CRingIdeal} }의 대상 {\displaystyle (R,{\mathcal {I}})}은 가환환 {\displaystyle R}와 그 속의 아이디얼 {\displaystyle {\mathfrak {I}}\subseteq R}의 순서쌍이다.
  - {\displaystyle \operatorname {CRingIdeal} }의 사상 {\displaystyle f\colon (R,{\mathcal {I}})\to (S,{\mathfrak {J}})}은 {\displaystyle f({\mathfrak {I}})S\subseteq {\mathfrak {J}}}인 환 준동형 {\displaystyle f\colon R\to S}이다.
- {\displaystyle /}은 조각 범주를 뜻한다.

이 보편 성질을 만족시키는 분할 거듭제곱 환 {\displaystyle ({\bar {B}},{\bar {\mathfrak {J}}},\delta )}을 {\displaystyle (B,{\mathfrak {J}})} 위의 분할 거듭제곱 포락(分割-包絡, 영어: divided power envelope)이라고 한다. 즉, 이는 아이디얼에 분할 거듭제곱 구조를 “가장 자연스럽게” 부여한 것이다.

### 분할 거듭제곱 미분
고전적인 켈러 미분의 이론은 양의 표수에서 잘 작동하지 않는다. 분할 거듭제곱 환의 이론을 사용하면, 양의 표수에서도 공사슬 복합체를 이루는 분할 거듭제곱 드람 복합체를 정의할 수 있다.
구체적으로, 다음이 주어졌다고 하자.
- 가환환 {\displaystyle K}
- 분할 거듭제곱 환 {\displaystyle (R,{\mathfrak {I}},\gamma )}
- 환 준동형 {\displaystyle f\colon K\to R}

켈러 미분의 가군과 유사하게, 분할 거듭제곱 미분 가군(分割-微分加群, 영어: module of divided-power differentials) {\displaystyle \Omega _{R/K,{\mathfrak {I}},\gamma }^{1}}를 다음과 같은 항등식들을 만족시키는 {\displaystyle \mathrm {d} b}들로 생성되는 {\displaystyle K}-가군으로 정의할 수 있다.
{\displaystyle \mathrm {d} (r+s)=\mathrm {d} b+\mathrm {d} s\qquad (r,s\in R)}
{\displaystyle \mathrm {d} (rs)=(\mathrm {d} r)s+r(\mathrm {d} s)\qquad (r,s\in R)}
{\displaystyle \mathrm {d} f(\lambda )=0\qquad \forall \lambda \in K}
{\displaystyle \mathrm {d} (\gamma _{n}(r))=\gamma _{n-1}\mathrm {d} r\qquad \forall n\in \mathbb {Z} ^{+},\;r\in R}
이것이 보통 켈러 미분하고 다른 점은 넷째 조건 밖에 없다.
이제, 켈러 미분과 마찬가지로
{\displaystyle \Omega _{R/K,{\mathfrak {I}},\gamma }^{n}=\bigwedge _{R}^{n}\Omega _{R/K,{\mathfrak {I}},\delta }^{1}}
{\displaystyle \mathrm {d} \colon \left(r_{0}(\mathrm {d} r_{1}\wedge \dotsb \wedge \mathrm {d} r_{n})\right)\mapsto \mathrm {d} r_{0}\wedge \mathrm {d} r_{1}\wedge \cdots \wedge \mathrm {d} r_{n}\qquad (r_{0},r_{1},\dotsc ,r_{n}\in R)}
를 정의하면, 이것이 다음과 같은 공사슬 복합체를 이룸을 보일 수 있다.
{\displaystyle \Omega _{R/K,{\mathfrak {I}},\gamma }^{0}{\xrightarrow {\mathrm {d} }}\Omega _{R/K,J,\delta }^{1}{\xrightarrow {\mathrm {d} }}\Omega _{R/K,{\mathfrak {I}},\gamma }^{2}{\xrightarrow {\mathrm {d} }}\Omega _{R/K,{\mathfrak {I}},\gamma }^{3}{\xrightarrow {\mathrm {d} }}\dotsb }
이를 분할 거듭제곱 드람 복합체(分割-de Rham複合體, 영어: divided-power de Rham complex)라고 한다.
이 드람 복합체의 존재는 궁극적으로 구조층 {\displaystyle {\mathcal {O}}_{R/S}}가 결정 위치 위의 결정이기 때문이다.

## 예

### 표수 0의 대수
표수 0의 체 {\displaystyle K} 위의 가환 결합 대수 {\displaystyle A}의 임의의 아이디얼 {\displaystyle {\mathfrak {I}}\subseteq A} 위에는 유일한 분할 거듭제곱 구조가 존재하며, 다음과 같다.
{\displaystyle \gamma _{n}(x)={\frac {1}{n!}}\cdot x^{n}}
물론, 이 경우 {\displaystyle {\mathfrak {I}}=A}로 놓을 수 있다.

### 자유 분할 거듭제곱 구조
가환환
{\displaystyle \mathbb {Z} \langle {x}\rangle :=\mathbb {Z} \left[x,{\frac {x^{2}}{2}},\ldots ,{\frac {x^{n}}{n!}},\dotsc \right]\subset \mathbb {Q} [x]}
의 주 아이디얼 {\displaystyle (x)} 위에는 다음과 같은 분할 거듭제곱 구조가 존재한다.
{\displaystyle \gamma _{n}(x)={\frac {x^{n}}{n!}}\qquad \forall n\in \mathbb {N} }
이 분할 거듭제곱 대수는 하나의 생성원에 대한 자유 {\displaystyle \mathbb {Z} }-분할 거듭제곱 대수이다. 여기서 “자유”라는 것은, 범주 이론의 의미로 붙인 것이다.

### 분할 거듭제곱 다항식환
다음이 주어졌다고 하자.
- 가환환 {\displaystyle R}
- 유한 집합 {\displaystyle I}

그렇다면, 분할 거듭제곱 단항식(分割-單項式, 영어: divided power monomial)은 다음과 같은 꼴의 형식적 단항식이다.
{\displaystyle r\prod _{i\in I}x_{i}^{[n_{i}]}\qquad ((n_{i})_{i\in I}\in \mathbb {N} ^{I},\;r\in R)}
이와 같은 분할 거듭제곱 단항식들의 (유한 개의) 합들로 구성된 가환 {\displaystyle R}-결합 대수 {\displaystyle R\langle (x_{i})_{i\in I}\rangle }를 분할 거듭제곱 다항식환(分割-多項式環, 영어: divided power polynomial ring)이라고 한다.
이 속에서, 양의 차수(즉, {\displaystyle \textstyle \sum _{i}n_{i}>0}인 것)인 분할 거듭제곱 단항식들로 구성된 아이디얼을 생각할 수 있다. 이 위에는
{\displaystyle \lambda _{n}(x_{i}^{[m]})={\frac {(mn)!}{(m!)^{n}n!}}x_{i}^{[mn]}\qquad (m,n\in \mathbb {N} ,\;i\in I)}
와 같은 표준적인 분할 거듭제곱 구조가 주어진다.

### 양의 표수
양의 표수의 체 위의 가환 결합 대수의 경우, {\displaystyle x^{n}=n!\gamma _{n}(x)}는 성립하더라도, {\displaystyle n!}로 나눌 수 없는 경우가 생길 수 있으므로, 분할 거듭제곱 구조는 유일하지 않을 수 있다.
예를 들어, 만약
- 소수 {\displaystyle p}의 표수를 갖는 가환환 {\displaystyle A}
- {\displaystyle {\mathfrak {I}}^{p}=0}인 멱영 아이디얼 {\displaystyle {\mathfrak {I}}\subseteq A}

에 대하여, 다음과 같은 분할 거듭제곱 구조를 정의할 수 있다.
{\displaystyle \gamma _{n}(x)={\begin{cases}x^{n}/n!&n<p\\0&n\geq p\end{cases}}}
일반적으로 양의 표수의 환에서 주의할 점 하나는, 아이디얼 {\displaystyle {\mathfrak {I}}^{p}}과, 모든 {\displaystyle x\in {\mathfrak {I}}}에 대해 {\displaystyle x^{p}}로 생성된 아이디얼 사이에는 차이가 있다는 점이다. 전자는 0이 아닐 수 있지만, 후자의 경우는 분할 거듭제곱 구조가 존재한다면 항상 0이 된다는 것을 증명할 수 있다.

## 응용
분할 거듭제곱 구조는 분할 거듭제곱 미분 연산자의 이론이나 결정 코호몰로지 이론에서 기본적인 도구로 사용된다. 이를 이용하여, 양의 표수를 가지는 환에서의 기술적인 어려움들이 극복될 수 있다.
구체적으로, 양의 표수 {\displaystyle p}의 경우, 에탈 코호몰로지는 {\displaystyle \ell \neq p}인 경우에서만 유용하다. 직관적으로, 표수 {\displaystyle p}의 가환환 {\displaystyle A} 위의 다항식환 {\displaystyle A[x]}에서, 미분의 곱 규칙
{\displaystyle (x^{n})'=nx^{n-1}}
을 생각하자. 만약 {\displaystyle p\mid n}일 경우
{\displaystyle (x^{n})'=0}
이 된다. 이 때문에 쿠머 열(영어: Kummer sequence)이 {\displaystyle \ell =p}에서는 에탈 위상 위에서 완전열이 되지 못하게 된다.
이를 해결하기 위해서는 앞에 붙는 {\displaystyle n}을 처리해야만 한다. 이러한 미분을 위해서, 다음과 같은 특수한 곱을 정의하자.
{\displaystyle x^{[m]}y^{[n]}={\frac {(m+n)!}{m!n!}}x^{m}y^{n}}
그렇다면, 여기에 미분 구조를 주었다고 하면
{\displaystyle (x^{[n]})'=x^{[n-1]}}
가 되며, 골칫거리인 {\displaystyle n}이 사라지게 된다.
즉, 가환환 {\displaystyle A}에 대하여, 다음과 같은 정의를 생각할 수 있다.
{\displaystyle A\langle x_{1},x_{2},\cdots ,x_{n}\rangle =\left\{\sum _{i_{1},\cdots ,i_{n}}a_{i_{1},\cdots ,i_{n}}x_{1}^{[i_{1}]}\cdots x_{n}^{[i_{n}]}|a_{i_{1},\cdots ,i_{n}}\in A\right\}}
이와 같은 구성을 조금 더 일반화하면, 분할 거듭제곱 환 및 분할 거듭제곱 스킴의 개념에 도달하게 된다.
보통, 대수기하학에서는 멱영 아이디얼 위의 분할 거듭제곱 구조만을 고려하는데, 이는 분할 거듭제곱 구조를 주어야 하는 곳은 한정되어야 하기 때문이다. 예를 들면, {\displaystyle A\langle x\rangle }같은 경우는 {\displaystyle x}로 생성되는 주 아이디얼에만 “작업을 가하면” 된다. 우리가 어려움을 겪는 이유는 {\displaystyle x}가 들어간 것의 미분 때문이기 때문이다. 아이디얼을 더 크게 잡으면, 망가지지 말아야 할 {\displaystyle A}의 연산도 망가지게 된다.

## 같이 보기
- 결정 코호몰로지

## 참고 문헌
- Berthelot, Pierre; Ogus, Arthur (1978). 《Notes on Crystalline Cohomology》. Annals of Mathematics Studies (영어). Princeton University Press. Zbl 0383.14010.
- Hazewinkel, Michiel (1978). 《Formal Groups and Applications》. Pure and applied mathematics (영어) 78. Elsevier. ISBN 0123351502. Zbl 0454.14020.
- Berthelot, Pierre (1974). 《Cohomologie cristalline des schémas de caractéristique p>0》. Lecture Notes in Mathematics (프랑스어) 407. Springer-Verlag. doi:10.1007/BFb0068636. ISBN 978-3-540-06852-5. MR 0384804.